# 보이야트
보이야트(Bäuert)는 스위스 베른주의 베른고원에서 공법에 의해 또는 사적으로 조직되는 협동조합체를 말한다. 스위스 방언에서는 퓌르트(Püürt)로 불린다. (스위스 고지 독일어의 gibūrida '지역, 지방'에서 파생된 gibūr ‘무장집단, 촌민, 농민’의 단축된 단어) 그라우뷘덴주의 일부 지역에서도 최근까지 사용된 단어였지만, 오늘날에는 프랙티온(Fraktion)이라고 부르고 있다.

## 역사
보이야트는 도구와 그 쓰임에 대해 중세 농촌 공동체로 회귀한다. 그 방법은 선사 시대의 채집 농업에 근거하고 있어, 공유물(숲, 알펜, 입회지 등)의 사용은 관리되고 있었다. 조직의 기능상, 스위스 중부나 그라너의 코포라치온스 게마인데 (Korporationsgemeinde)나 그라우뷘덴주의 다보스 지방에서 볼 수 있는 프랙티온스 게마인데 (Fraktionsgemeinde), 취리히 주에서 이전에 볼 수 있었던 치빌・게마인데 (Zivilgemeinde), 더욱 역사적으로는 구 스위스 연방의 뷔르거게마인데(Bürgergemeinde)나, 옛 3동맹 자유국에 있던 나하바르・샤프텐(Nachbarschaften)과 유사하다. 그러나 현대 아인보너 게마인데(Einwohnergemeinden, 주민자치단체)와는 분명히 다르다.

## 법의 정의
보이야트라는 단어는 오늘날 베른주 법률에 정의되어 있지 않다. 베른주 지자체법 제123조에 따른 아인보너 게마인데의 하부조직이거나, 또는 자치체법 제117조에 따른 부르커 게마인데(Burgergemeinde)의 코포라치온이 될 수 있다. 또한 베른주의 스위스 민법전 기본법 제20조에 따른 ‘실단체’ 혹은 스위스 민법전 제60조에 따른 ‘단체’로 취급된다. 이 중 제1과 2의 경우는 주 공법상의 단체, 제3의 경우는 특정 재산의 관리 회원권을 수반하는 주 사법상의 단체, 제4의 경우는 연방 사법상의 단체가 된다.
오늘 존재하는 주민자치단체의 15개 하부조직 중 8개가 보이야트이고, 또 74개의 부르커게마인데의 코포라치온 중 22개가 보이아트이다.(2013년 현재). 사법상 보이야트는 알려져 있지 않다. 넷째는 부분적으로 옛 공법상의 코포라치온이라고 말할 수 있지만, 더 이상 자치체법의 요구에 적합하지 않기 때문에 ‘협회’로 변경되어 전통적인 의미로 보이야트의 단어가 이용되고 있을 뿐이다.
그라우뷘덴주에서는 이전 보이야트, 오늘날의 프랙티온은 최근의 자치체 합병의 흐름 속에서, 법적으로 적절한 조직으로서의 존재가 없어져 왔다. 다보스 지방의 프랙티온스 게마인데는 예외적이다.

## 기능
오늘날 베른주 보이야트의 기능은 각각 상당히 다르다. 학교나 기타 공동재산의 유지관리나 도로 수선, 동계 일, 수도와 에너지공급 등의 일정한 업무를 하는 보이야트도 있고, 토지나 삼림의 관리를 하는 보이야트도 있다.

## 참고자료
- 스위스 역사 사전, ‘Bäuert’ (독일어, 프랑스어, 이탈리아어)
- 바르트. In:Schweizerisches Idiotikon, Band IV, Sp. 1635년 f.